# Operation Dani
Die Operation Dani (hebräisch מִבְצַע דָּנִי Mivza Danī) war eine israelische Militäroperation während des Kriegs um Israels Unabhängigkeit, den ägyptische Armee, Arabische Legion, irakische Streitkräfte, Streitkräfte des Libanon und Syrisches Heer durch ihre Invasionen nach Israel und Palästina eröffneten am 15. Mai 1948, dem Tag nach der Unabhängigkeitserklärung Israels. Die Operation fand nach der Ersten Waffenruhe vom 9. bis zum 19. Juli 1948 statt und führte zur Eroberung der Region um die Kleinstädte Lydda und Ramla. Das endgültige Ziel der Offensive, die komplette Räumung der Straße von Tel Aviv nach Jerusalem, konnten die israelischen Kräfte nicht erreichen.
Das eroberte Gebiet wurde von der Arabischen Legion aus militärischen Erwägungen nicht ernsthaft verteidigt. Im Rahmen der Eroberung kam es zur teils von den israelischen Streitkräften angestoßenen Flucht der arabischen Bevölkerung um Lydda und Ramla.

## Vorgeschichte
Nach der ersten Waffenruhe zwischen Israel und den arabischen Staaten stellte sich die Lage an der Zentralfront aus der Sicht der israelischen Führung durchwachsen dar. In den Schlachten von Latrun hatte die transjordanische Kriegspartei ihre Blockade der Straßenverbindung von Tel Aviv nach Jerusalem aufrechterhalten können, auch wenn die Straße mittlerweile von der neu gebauten Burma Road unter israelischer Kontrolle in ihrer Funktion ersetzt werden konnte. Die israelische Führung rechnete mit einem Angriff gegen Tel Aviv aus der Gegend um Lydda und Ramla, da dieser Frontvorsprung ein Sprungbrett in diese Angriffsrichtung darstellte. Die israelische Aufklärung lokalisierte fälschlicherweise 1.250 bis 1.500 Angehörige der Arabischen Legion in der Gegend.
Der israelische Befehlshaber Jigʾal Allon entwickelte einen Angriffsplan, welcher zuerst die Eroberung von Lydda und Ramla umfasste. Dazu zog die israelische Armee ihre bis dato größte Truppenkonzentration zusammen. Die Hauptlast der Kämpfe sollten von der Harʾel- und Jiftach-Brigade des Palmach getragen werden. Ebenso waren der Operation das 88. und 89. Bataillon der 8. Brigade zugeteilt sowie noch weitere Bataillone der Qirjati-Brigade und Alexandroni-Brigade. Die israelischen Kräfte verfügten über rund 30 Artilleriegeschütze.
Bereits zu Beginn des Krieges hatte der transjordanische Befehlshaber John Bagot Glubb mit dem König abgesprochen, Lydda und Ramla nicht ernsthaft zu verteidigen. Seine Begründung war der Mangel an Kräften, welcher seiner Arabischen Legion keine Verteidigung der Region mit Erfolgsaussicht erlaube. In Lydda und Ramla befanden sich deswegen nur eine Kompanie der Legion mit 150 Soldaten. Diese wurden durch mehrere Hundert bewaffnete Einwohner und irreguläre Stammesverbände ergänzt.

## Verlauf
Am 10. Juli begann der Angriff auf Lydda und Ramla mit einer Zangenbewegung von Norden und Süden. Am 11. Juli erreichten israelische Soldaten Ramla, wurden aber von den Verteidigern am Eindringen in die Stadt gehindert. Die Legionstruppen erhielten den Rückzugsbefehl und nach einem israelischen Störangriff auf das Zentrum von Lydda und einem erneuten Angriff auf Ramla brach die Kampfmoral der arabischen Irregulären dort am 12. Juli zusammen. Die israelische Offensive verlor in den Folgetagen nach und nach an Geschwindigkeit. Die Arabische Legion reagierte mit einem Gegenangriff der 1. Brigade der Legion östlich von Lydda und Ramla. In der Nacht vom 15. zum 16. Juli versuchten israelische Kräfte unterstützt von zwei Cromwell-Panzern das Tegart-Fort von Latrun einzunehmen, sie scheiterten jedoch an der Gegenwehr der Legionskräfte dort. In den letzten Tagen der Offensive machten die israelischen Streitkräfte keine nennenswerten Geländegewinne mehr. Die israelische Führung kam zu dem Schluss das Ziel Latrun und gegebenenfalls Ramallah einzunehmen nicht zu erreichen sei. Die Kämpfe kamen nach UN-Forderungen nach einer erneuten Waffenruhe am 19. Juli 1948 zum Erliegen.

## Folgen
Während der Kämpfe kam es zu Kollateralschäden, bei einem Störangriff der Legion im frisch von den Israelis besetzten Ramla kam es durch israelisches Feuer zu rund 250 zivilen Toten nach israelischen Angaben. Am selben Tag gab David Ben Gurion mit der Begründung, die Bewohner der Stadt hätten mit den Kriegsgegnern Israelis kollaboriert, den Befehl an Allon, die Zivilbevölkerung von Lydda und Ramla zu vertreiben. Die Vertreibungen in Lydda wurden von Einheiten der Jiftach- und Alexandroni-Brigaden am 13. und 14. Juli durchgeführt. Die Einwohner mussten ihren Heimatort zu Fuß Richtung arabisch kontrolliertes Gebiet verlassen. Dabei kam es vereinzelt zu Misshandlungen und Plünderungen durch israelische Soldaten. Die Einwohner Ramlas wurden mit Bussen erst eine Wegstrecke von der Stadt weggebracht, bevor sie den Fußmarsch Richtung arabisch kontrolliertes Gebiet antreten mussten. Die wehrfähigen Männer beider Orte wurden als Kriegsgefangene festgesetzt. Allon koordinierte die Vertreibungsrouten so, dass sie seiner Ansicht nach dem einen Gegenangriff der Legion bestmöglich behindern würden. Die arabische Seite sah sich überfordert die Flüchtlinge zu versorgen. So wandte sich der Bürgermeister von Ramallah an den König die Flüchtlinge aus seiner Stadt zu evakuieren, da er sie nicht versorgen könne. Es gibt Augenzeugenberichte beider Parteien Berichte über zahlreiche Todesopfer unter den Flüchtlingen aufgrund von Hunger, Wassermangel und mangelnder Unterkunft. Bereits vor dem Befehl Ben Gurions hatte es einen Befehl vom Frontkommandeur an die kämpfenden Einheiten gegeben die Flucht der arabischen Bevölkerung zu erleichtern.
Während der Kämpfe kam es zu einem dokumentierten Fall von achtzehn toten israelischen Soldaten, deren Leichen verstümmelt wurden und die teilweise Folterspuren aufwiesen. Die israelische Führung führte dies auf irreguläre arabische Kräfte zurück.
Die Niederlage bei Latrun und der Rückzug der Legion sorgten sowohl unter Palästinensern und Einwohnern Transjordaniens zu Kritik an der transjordanischen politischen und militärischen Führung. In Nablus, As-Salt und Amman kam es zu bisher noch nicht dagewesenen Demonstrationen. In Nablus mussten irakische Truppen Waffengewalt einsetzen um nach der Vertreibung des haschemitischen Gouverneurs die Ordnung wiederherzustellen. Die mangelnde Verteidigung von Lydda und Ramla wurde in der Öffentlichkeit als Verrat angesehen und Glubb zugeschrieben. Der Königshof verteidigte ihren obersten Militärbefehlshaber dabei nicht und stellte dies als eine nicht mit dem König abgemachte Entscheidung dar.
Nach dem Krieg kritisierte der Kovorsitzende der Mapampartei Meʾir Jaʿari das Lostreten von Flüchtlingsströmen mit dem Ziel feindliche Militäroperationen zu behindern.